# Михалина Михайло Михайлович
Миха́йло Миха́йлович Михалина (словац. Michal Michalina, угор. Mihalina Mihály, рос. Михаил Михайлович Михалина, пол. Michajło Mychałyna, англ. Mikhail Mikhalina, нар. 15 березня 1924, Порошково,Чехословаччина — пом. 30 серпня 1998, Ужгород, Україна) — колишній чехословацький, угорський, український та радянський футболіст, згодом — радянський та український футбольний тренер та спортивний діяч. Грав на позиціях захисника та півзахисника. Майстер спорту (1952), один з перших заслужених майстрів спорту київського «Динамо» та перший спортсмен Закарпаття, якого удостоїли цим почесним спортивним титулом (1955). Декілька разів виступав за збірну УРСР та за другу збірну СРСР.

## Клубна кар'єра
Свою ігрову кар'єру розпочав у словацькій групі чемпіонату Чехословаччини з футболу (1938) та у чемпіонатах Угорщини(1939–1943) в юнацькій команді Русь (Ужгород), а у сезоні 1943/1944 вже грав у її основному складі у другій лізі чемпіонату Угорщини з футболу. Пізніше став організатором і граючим тренером в «Динамо» (Ужгород) (1945), але через один рік перейшов до команди «Спартак» (Ужгород), яка тоді виступала в Українській зоні другої групи чемпіонату СРСР. У листопаді 1948 року його разом з дев'ятьма іншими закарпатськими талантами запросили до «Динамо» (Київ), в якому він, починаючи з 1952 року, протягом декількох сезонів був капітаном команди. У складі «Динамо» (Київ) він провів 108 офіційних матчів першості країни та забив 4 голи. Після проведених у столиці України семи сезонів він повернувся до клубу «Спартак» (Ужгород), у якому завершив свою ігрову кар'єру.

## Кар'єра тренера
Після завершення Великого футболу закінчив Київський інститут фізичної культури та розпочав тренерську кар'єру. У команді «Спартак» (Ужгород) його призначили граючим головним тренером (1956), назва якої пізніше змінилась на «Верховина» (Ужгород). У 1969–1970 роках він очолював команду «Буковина» (Чернівці), a до червня 1971 року — «Спартак» (Івано-Франківськ). Протягом 1972–1974 років працював головним тренером Відділення футболу закарпатського обласного спорткомітету, а потім знову тренував ужгородську команду майстрів (1975), яку тоді вже називали «Говерла» (Ужгород). Після того був головним тренером Чопського відділення футболу (1976–1978, 1983–1990), а також одним з тренерів Іршавської футбольної школи (1979–1982). Разом з тим у 1977–1983 та у 1991–1995 роках виконував функцію голови Федерації футболу Закарпатської області.

## Досягнення
Командні трофеї
- Чемпіон Спартакіади України з футболу (1945)
- Чемпіон України з футболу (1946)
- Чемпіон СРСР з футболу серед дублерів (1949)
- Срібний призер чемпіонату СРСР (1952)
- Володар кубка СРСР (1954)

Індивідуальні досягнення
- Зайняв третє місце серед лауреатів щорічної нагороди Футболіст року в Україні (1952)
- Майстер спорту (1952)
- Потрапив до Списку 33 найкращих футболістів сезону в СРСР № 2 (1952)
- Заслужений майстер спорту (1955)